# Elrose (Saskatchewan)
Elrose est une communauté située dans la province de la Saskatchewan, dans le centre-sud.